# FK Radnički Belgrado
El FK Radnički Belgrado (en serbio cirílico: ФК Раднички Беогpaд) es un club de fútbol serbio de Novi Beograd, fundado en 1920. Los colores tradicionales del club son el amarillo y el rojo, con uniforme a rayas verticales de ambos colores y pantalón rojo. El equipo disputa sus partidos como local en el complejo deportivo Radnički.
El equipo fue fundado como BSK Radnički y es uno de los más antiguos del fútbol serbio que permanecen en la actualidad, cuyos orígenes se remontan al campeonato de liga del Reino de Yugoslavia. Pese a ello, el Radnički nunca llegó a imponerse a los demás equipos de Belgrado y Yugoslavia, especialmente en los años 1950, su edad dorada. Posteriormente fue renombrado Radnički Jugopetrol por el patrocinador petrolífero.

## Jugadores
La siguiente es una lista de jugadores destacados del club que jugaron con la selección nacional:
| / Yugoslavia, Serbia y Montenegro o Serbia - Dušan Anđelković - Prvoslav Dragičević - Jovan Jezerkić - Saša Kovačević - Milan Ljubenović - Pavle Ninkov - Milan Obradović - Ljubomir Ognjanović - Radivoj Ognjanović - Aleksandar Petaković - Miroslav Savić - Dragan Simeunović - Predrag Spasić - Jovan Stanković - Dejan Stefanović - Blagoje Vidinić - Vladimir Volkov - Darko Buser | Extranjeros - Nenad Mišković - Aleksandar Todorovski - Dejan Damjanović - Milan Jovanović - Mitar Novaković - Marko Dević |